# گومبیو
گومبیو شهری در شهرستان سانابا در استان بانوا در بورکینافاسوی غربی است و جمعیت آن ۲۹۲ نفر است.